# 卢凌保
卢凌保（1962年1月—），湖北大冶人，汉族，中国共产党党员。中华人民共和国政治人物、第十三届全国人民代表大会解放军和武警部队代表团代表。

## 生平
2018年2月24日，当选为第十三届全国人大代表安徽省代表团代表。武警少將警銜，武警安徽省總隊政治委员。因解放军代表团，更名为解放军和武警部队代表团，归入此代表团。